# Prestwick
Prestwick è una città dell'area amministrativa scozzese dell'Ayrshire Meridionale, nel Regno Unito. È situata sulla costa occidentale della Scozia, circa 48 km a sud-ovest di Glasgow ed adiacente alla città di Ayr, con cui forma un unico agglomerato urbano. La sua popolazione è di circa 14 800 abitanti (2004).

## Storia
Il nome di Prestwick deriva dall'antico inglese Preost wic, ossia priest's farm (“fattoria del prete”), chiaro riferimento al fatto che la città nacque attorno ai terreni di un edificio religioso, come probabilmente il vicino villaggio di Monkton (“città del monaco”).
Prestwick ha oltre mille anni di storia, come testimoniato da un documento del 1600, il Charter of Confirmation, nel cui preambolo si fa riferimento alla fondazione del burgh di Prestwick circa 617 anni prima, ossia intorno al 983 d.C.. Al 1163 risalgono le prime testimonianze dell'esistenza di una chiesa a Prestwick (edificio le cui rovine sono ancora visibili ad est della ferrovia). Prestwick assunse lo status di burgh nel 1170 e di Royal Burgh nel 1214.
All'inizio del XX secolo la città vide triplicare la sua popolazione e fu costruita una tranvia per la vicina Ayr. L'aeroporto fu aperto nel 1936 e risultò molto utile agli alleati durante la seconda guerra mondiale, soprattutto per le condizioni meteorologiche migliori rispetto ad altri aeroporti dell'isola. Anche durante la seconda guerra mondiale, degli aviatori polacchi furono di base a Monkton, una città prossima. Monkton era la locazione di un memoriale agli aviatori polacchi, che fu scoperto in uno stato di negligenza nel 1986 e fu ristorato. Oggi il memoriale è in Prestwick, di fronte alla costa.

## Infrastrutture e trasporti
Prestwick ha assunto un ruolo cruciale nell'aviazione scozzese sin dagli anni '30 del XX secolo. Nonostante il declino degli anni '80 e '90, l'Aeroporto di Prestwick è nuovamente molto attivo, grazie soprattutto alle compagnie aeree a basso costo, quali Ryanair e Wizz Air, ed al trasporto aereo di merci (la Polar Air Cargo fa base qui con la sua flotta di Boeing 747 da trasporto. Prestwick è anche uno dei centri principali del sistema di controllo del traffico aereo in Europa, dal momento che può monitorare il 70% dello spazio aereo britannico e l'area europea dell'Atlantico del Nord. A brevissima distanza dalle piste aeroportuali si trova un capriccio architettonico, il Monumento Shaw
Prestwick ospita anche la base aerea HMS Gannet della Marina Militare Britannica, che viene utilizzata anche per numerosi voli militari americani, benché Prestwick non sia più base militare degli Stati Uniti.
Prestwick è servita da due stazioni ferroviarie (Prestwick Town e Prestwick Airport), con collegamenti diretti per Glasgow ed Ayr. La città è raggiungibile anche tramite le strade A77 Glasgow-Stranraer e A78 per Greenock.

## Sport
Oltre che per l'aeroporto, Prestwick è rinomata anche per aver ospitato le prime edizioni del più antico torneo di golf del mondo, l'Open Championship (la prima edizione fu tenuta nel 1860). La città dispone di ben tre campi da golf, tra cui la Prestwick Old Course dove furono disputate le prime 12 edizioni dell'Open.

## Amministrazione

### Gemellaggi
- Lichtenfels
- Vandalia
- Ariccia